# 제도경제학
제도경제학은 진화 과정의 역할과 경제 행동을 형성하는 제도의 역할을 이해하는 데 중점을 둔다. 그것의 원래 초점은 한편으로 테크놀로지와 다른 한편으로는 사회의 "의식적" 영역 사이의 베블런의 본능 지향적인 이분법에 있었다. 그 이름과 핵심 요소는 월튼 H. 해밀턴의 1919년 American Economic Review 논문으로 거슬러 올라간다. 제도경제학은 제도에 대한 폭넓은 연구를 강조하고 이러한 다양한 제도(예: 개인, 기업, 국가, 사회적 규범)의 복잡한 상호 작용의 결과로 시장을 본다. 이전의 전통은 오늘날에도 경제학에 대한 선도적인 이단적 접근 방식으로 계속되고 있다.
"전통적인" 제도주의는 제도를 단순히 취향, 기술, 자연으로 환원하는 것을 거부한다. 취향은 미래에 대한 기대, 습관, 동기와 함께 기관의 성격을 결정할 뿐만 아니라 제도에 의해 제한되고 형성된다. 이 전통적인 제도주의는 경제의 법적 토대( 존 R. 코먼스)와 제도가 세워지고 변경되는 진화적이고 습관화되고 의지적인 과정을 강조한다(존 듀이). 제도 경제학은 (안정적인 선호도, 합리성 및 균형을 가정하기보다는) 학습, 제한된 합리성 및 진화에 중점을 둔다. 일부 제도주의자들은 카를 마르크스가 제도주의  전통에 속하는 것으로 본다. 다른 제도주의 경제학자들  자본주의에 대한 마르크스의 정의에 동의하지 않고 대신 시장, 화폐, 생산의 사적 소유권과 같은 특징을 정의하는 것이 시간이 지남에 따라 실제로 진화하지만 개인의 목적이 있는 행동의 결과라고 본다.
중요한 변형은 20세기 후반의 신제도경제학 으로, 후기 신고전주의 경제학의 발전을 분석에 통합한다. 법경제학은 1924년 존 R. 코먼스가 자본주의의 법적 기초(Legal Foundations of Capitalism) 를 출판한 이래 주요 주제였다. 그 이후로 경제 성장에 대한 법률(공식 기관)의 역할에 대한 열띤 논쟁이 있었다. 행동 경제학은 경제적 행동에 대한 단순한 가정이 아니라 심리학과 인지 과학에 대해 알려진 것에 기반한 제도 경제학의 또 다른 특징이다.
베블런(1857–1929)은 시카고 대학교에 있는 동안 The Theory of the Leisure Class (1899)에 관한 첫 번째이자 가장 영향력 있는 책을 썼다. 그 책에서 그는 사람들이 성공을 입증하는 방법으로 눈에 띄게 부를 소비하는 자본주의의 동기를 분석했다. 눈에 띄는 여가는 Veblen의 비판의 또 다른 초점이었다.
코먼스(1862–1945)도 중서부 아메리카 출신이다. Institutional Economics (1934)에서 통합된 그의 아이디어의 기초는 경제가 서로 다른 이해관계를 가진 사람들 사이의 관계망이라는 개념이었다. 독점, 대기업, 노동 분쟁 및 변동하는 비즈니스 사이클이 있다. 그러나 그들은 이러한 분쟁을 해결하는 데 관심이 있다.
웨슬리 클레어 미첼(Wesley Clair Mitchell, 1874~1948)은 경기 순환에 대한 실증적 작업과 처음 수십 년 동안 전미경제연구소 을 지도한 것으로 알려진 미국 경제학자였다. Mitchell의 교사로는 경제학자 Thorstein Veblen과 JL Laughlin, 철학자 John Dewey가 있다.
존 케네스 갤브레이스(1908–2006)는 뉴딜 행정부에서 일했다. 그는 20세기 후반 내내 정통 경제학에 대해 비판적이었다. 《풍요한 사회》 (1958)에서 그는 특정 물질적 부에 도달한 유권자들이 공동선에 반대하는 투표를 하기 시작한다고 주장한다. 그는 "통념"이라는 용어를 사용하여 보수적 합의를 뒷받침하는 정통 사상을 언급한다.

## 같이 보기
- 분류:제도경제학자
- 헌법 경제학
- 경제사상사
- 경제사회학
- 역사학파 경제학
- 신제도주의